# Horst Jockusch
Horst Jockusch, auch Horst Jokusch (* 30. April 1925 in Dresden; † 22. Dezember 2014) war ein deutscher Künstler und Grafiker.

## Leben
Jockusch absolvierte von 1939 bis 1942 eine Lehre als Gebrauchswerber. Er wurde dann zur Wehrmacht eingezogen, nahm als Soldat  am Zweiten Weltkrieg teil. Nach der Entlassung aus der Kriegsgefangenschaft arbeitete er von 1947 bis 1951 als kaufmännische Hilfskraft. Daneben besuchte er Mal- und Zeichenkurse in der Abendschule der Hochschule für Bildende Künste Dresden (HfBK).
Von 1951 bis 1956 studierte Jokusch an HfBK bei Erich Fraaß, Hans Theo Richter und Max Schwimmer. Anschließend war er in Dresden von 1956 bis 1960 freischaffend tätig. Er gehörte dem Dresdner Künstleraktiv 1957 an, einer Ausstellungsgruppe namhafter Künstler, u. a. Hans und Lea Grundig und Eva Schulze-Knabe, die sich mit dem Ziel des Kampfes gegen den Faschismus zusammengeschlossen hatten. 1958 gehört er mit Elly Reichel, Claus Weidensdorfer und Werner Wittig zu den Initiatoren der Grafikwerkstatt Dresden des Dresdner Verbands Bildender Künstler der DDR.
1960 wurde Jockusch als Dozent an die HfBK berufen. Jockusch arbeitete für das in Dresden ansässige DEFA-Studio für Trickfilme und gestaltete Animationsfilme wie „Des Kaisers neue Kleider“, „Pinocchios Abenteuer“, „Spuk im Schloß“, „Rumpelstilzchen“ und Alarm im Kaspertheater. Seit 1990 befand er sich im Ruhestand.
Bekannt geworden ist er durch seine zahlreichen Grafiken, vor allem Holz- und Linolschnitte sowie Radierungen, die verschiedenste Facetten des Lebens oder des öffentlichen Raums abbilden.
Er stellte seine Werke sowohl bei nationalen als auch bei internationalen Ausstellungen zur Schau. Von 1958 bis 1973 war er auf den Deutschen Kunstausstellungen bzw. Kunstausstellungen der DDR in Dresden vertreten. 2000 waren sie bei einer Retrospektive im Stadtmuseum Dresden mit dem Titel „Städtebilder“ zu sehen.
Zu den Schülern Jockuschs gehörten u. a. Andreas Dress, Gerhard Goßmann, Hans-Hendrik Grimmling und Lutz Friedel.
Jockusch lebte bis zu seinem Tod in Dresden. Er war verheiratet und hatte zwei Kinder. Er wurde am 30. Januar 2015 auf dem Heidefriedhof in Dresden beerdigt.

## Werke (Auswahl)
- Aus der Arbeiterbewegung (Holzschnitt; 1956, Diplomarbeit)[3]
- Vergangenheit (Zyklus von 6 Holzschnitten, 1957)
- Dresden, Die Hofkirche (Holzschnitt, 1957; im Bestand des Stadtmuseums Dresden)[4]
- Zyklus „Dresden lebt“ (Zyklus von 8 Holzschnitten; ausgestellt 1958 auf der Vierten Deutschen Kunstausstellung)[5]
- Zyklus „Prag, Karlsbrücke“ (Radierungen; ausgestellt 1962/1963 auf der Fünften Deutschen Kunstausstellung)[6]
- Burg Hohnstein/Sächsische Schweiz (Farbholzschnitt, 1965)[7]
- Zyklus „Arbeiterkinder heute“ (Holzschnitte, u. a. „Erika“; 1967; ausgestellt 1967/1968 auf der VI. Deutschen Kunstausstellung)[8]

## Publikationen Jokuschs (Auswahl)
- Elementare Übungen und Wege zur Plakatgestaltung. Für Direkt- und Fernstudien und für die Lehrerweiterbildung im Fach Kunsterziehung. 1968
- Münzgasse 9 – Ein Kinderleben im alten Dresden. Verlag Die Scheune Dresden, 2001

## Einzelausstellungen (Auswahl)
- 1966 Wismar, Kunstkabinett im Haus der Kultur („Prager Impressionen-. Reiseskizzen aus Bulgarien und der Sowjetunion“)
- 1986 Dresden, Galerie Kunst der Zeit (Grafik; mit Hans Mroczinski)
- 1988 Dresden, Galerie der Hochschule für Bildenden Künste im Brühlschen Garten (Zeichnungen und Druckgrafik)
- 2013 Wismar, Galerie Hinter dem Rathaus („In memoriam“; Ölbilder und Grafiken)